# العلاقات البرتغالية السلوفاكية
العلاقات البرتغالية السلوفاكية هي العلاقات الثنائية التي تجمع بين البرتغال وسلوفاكيا.

## مقارنة بين البلدين
هذه مقارنة عامة ومرجعية للدولتين:
| وجه المقارنة                                              | البرتغال                                                  | سلوفاكيا                                                       |
| --------------------------------------------------------- | --------------------------------------------------------- | -------------------------------------------------------------- |
| المساحة (كم2)                                             | 92.21 ألف                                                 | 49.03 ألف                                                      |
| عدد السكان (نسمة)                                         | 10.60 مليون                                               | 5.44 مليون                                                     |
| الكثافة السكانية (ن./كم²)                                 | 114.95                                                    | 110.95                                                         |
| العاصمة                                                   | لشبونة                                                    | براتيسلافا                                                     |
| اللغة الرسمية                                             | اللغة البرتغالية، اللغة الميراندية                        | اللغة السلوفاكية                                               |
| العملة                                                    | يورو، اسكودو برتغالي                                      | كرونة سلوفاكية، يورو                                           |
| الناتج المحلي الإجمالي (بليون دولار)                      | 217.57 مليار                                              | 95.77 مليار                                                    |
| الناتج المحلي الإجمالي (تعادل القوة الشرائية) بليون دولار | 307.82 مليار                                              | 162.34 مليار                                                   |
| الناتج المحلي الإجمالي الاسمي للفرد دولار أمريكي          | 19.22 ألف                                                 | 16.09 ألف                                                      |
| الناتج المحلي الإجمالي للفرد دولار أمريكي                 | 28.76 ألف                                                 | 30.46 ألف                                                      |
| مؤشر التنمية البشرية                                      | 0.830                                                     | 0.844                                                          |
| رمز المكالمات الدولي                                      | +351                                                      | +421                                                           |
| رمز الإنترنت                                              | .pt                                                       | .sk                                                            |
| المنطقة الزمنية                                           | توقيت غرب أوروبا، توقيت غرب أوروبا الصيفي، أوروبا/لشبونة ‏ | توقيت وسط أوروبا، ت ع م+01:00، ت ع م+02:00، أوروبا/براتيسلافا ‏ |

## مدن متوأمة
في ما يلي قائمة باتفاقيات التوأمة بين مدن برتغالية وسلوفاكية:
- ترتبط Sesimbra [الإنجليزية]‏ مع زفولن باتفاقية توأمة.

## منظمات دولية مشتركة
يشترك البلدان في عضوية مجموعة من المنظمات الدولية، منها:
| علم المنظمة | اسم المنظمة                               | تاريخ انضمام البرتغال | تاريخ انضمام سلوفاكيا |
| ----------- | ----------------------------------------- | --------------------- | --------------------- |
|             | الاتحاد الأوروبي                          | 1986                  | 1 مايو 2004           |
|             | وكالة ضمان الاستثمار متعدد الأطراف        | 6 يونيو 1988          | 1993                  |
|             | منظمة التعاون الاقتصادي والتنمية          | 4 أغسطس 1961          | ?                     |
|             | الأمم المتحدة                             | 14 ديسمبر 1955        | 19 يناير 1993         |
|             | الوكالة الدولية للطاقة                    | ?                     | ?                     |
|             | الفريق المعني برصد الأرض                  | ?                     | ?                     |
|             | مركز تنسيق الحركة في أوروبا ‏              | ?                     | ?                     |
|             | منظمة حظر الأسلحة الكيميائية              | ?                     | ?                     |
|             | منظمة التجارة العالمية                    | ?                     | ?                     |
|             | منظمة الشرطة الجنائية الدولية             | ?                     | ?                     |
|             | منظمة الأمن والتعاون في أوروبا            | 25 يونيو 1973         | 1993                  |
|             | مؤسسة التنمية الدولية                     | 29 ديسمبر 1992        | 1993                  |
|             | حلف شمال الأطلسي                          | 4 أبريل 1949          | 29 مارس 2004          |
|             | يونسكو                                    | 11 مارس 1965          | 9 فبراير 1993         |
|             | الاتحاد البريدي العالمي                   | ?                     | ?                     |
|             | البنك الدولي للإنشاء والتعمير             | 29 مارس 1961          | 1993                  |
|             | اتفاقية السماوات المفتوحة                 | ?                     | ?                     |
|             | الاتحاد الدولي للاتصالات                  | 1866                  | 23 فبراير 1993        |
|             | مؤسسة التمويل الدولية                     | 8 يوليو 1966          | 1993                  |
|             | المنظمة الأوروبية لسلامة الملاحة الجوية   | 1986                  | 1997                  |
|             | المركز الدولي لتسوية المنازعات الاستشارية | 1 أغسطس 1984          | 26 يونيو 1994         |
|             | مجموعة أستراليا                           | 1985                  | 1994                  |
|             | مجموعة الموردين النوويين                  | ?                     | ?                     |

## وصلات خارجية
- موقع وزارة الخارجية البرتغالية
- موقع وزارة الخارجية السلوفاكية